# Synchthonius crenulatus
Synchthonius crenulatus är en kvalsterart som först beskrevs av Arthur P. Jacot 1938.  Synchthonius crenulatus ingår i släktet Synchthonius och familjen Brachychthoniidae. Inga underarter finns listade i Catalogue of Life.